# Wil Hartog

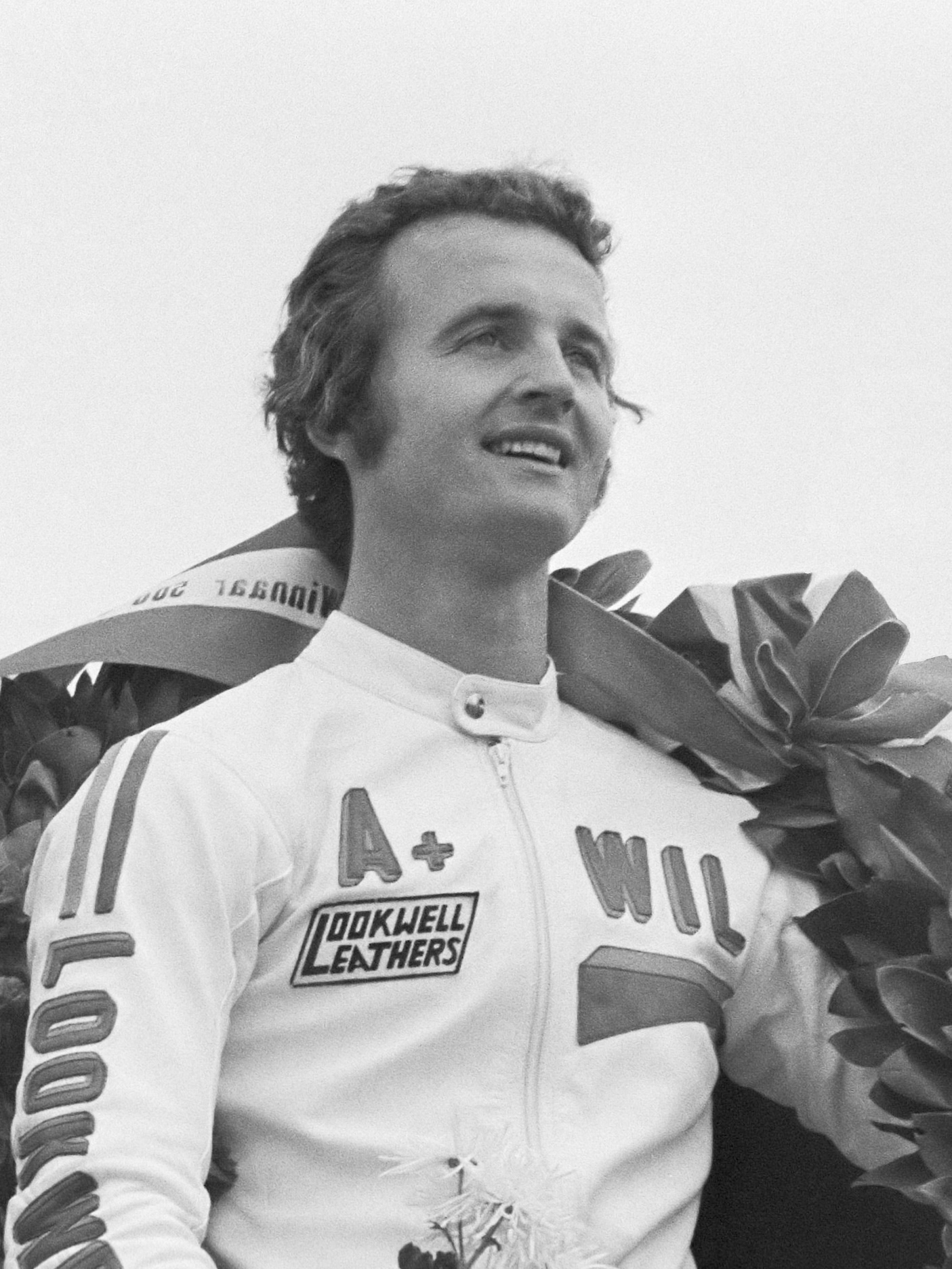
TT Assen; Wil Hartog (25 juni 1977)

Wil Hartog, född 28 maj 1948 i Abbekerk i Nederländerna, är en nederländsk roadracingförare som var aktiv i VM från 1973 till 1981 i 500GP-klassen. 

## Racingkarriär
Den gänglige Hartog var en specialist på hemmabanan Assen,där han gjorde VM-debut 1973 med en fjärdeplats i 500GP, blev sexa 1975 i 350GP och tog sin första pallplats i 500GP säsongen 1976, vilket han följde upp 1977 med seger i 500GP . Efter det fick Hartog ett fabrikskontrakt med Suzukis stall, och vann ytterligare fyra tävlingar under karriären. Hans bästa placeringar i VM var fjärdeplatserna 1978 och 1979. Hartog avslutade karriären vid 33 års ålder säsongen 1981.

## Segrar 500GP
| Nr | Grand Prix   | År   |
| -- | ------------ | ---- |
| 1  | Holland      | 1977 |
| 2  | Belgien      | 1978 |
| 3  | Finland      | 1978 |
| 4  | Västtyskland | 1979 |
| 5  | Finland      | 1980 |